# Georgia Willinger
Georgia Willinger (2 aprile 1997) è un'ex sciatrice alpina neozelandese.

## Biografia
Attiva in gare FIS dal dicembre del 2013, la Willinger ha esordito in Australia New Zealand Cup il 29 agosto 2015 a Coronet Peak in slalom speciale, senza completare la gara, e in Coppa del Mondo il 2 dicembre 2016 a Lake Louise in discesa libera (52ª); in seguito ha preso parte ad altre tre gare nel massimo circuito, tutte nelle medesime località e specialità, ottenendo il miglior piazzamento nell'ultima disputata, il 2 dicembre 2017 (48ª). Si è ritirata al termine della stagione 2017-2018 e la sua ultima gara è stata il supergigante di Nor-Am Cup disputato il 3 marzo a Copper Mountain, chiuso dalla Willinger al 22º posto; non ha preso parte a rassegne olimpiche o iridate.

## Palmarès

### Nor-Am Cup
- Miglior piazzamento in classifica generale: 30ª nel 2018
- 2 podi:
  - 1 vittoria
  - 1 terzo posto

#### Nor-Am Cup - vittorie
| Data            | Località    | Paese  | Specialità |
| --------------- | ----------- | ------ | ---------- |
| 8 dicembre 2016 | Lake Louise | Canada | DH         |

Legenda:

DH = discesa libera

### Australia New Zealand Cup
- Miglior piazzamento in classifica generale: 42ª nel 2018

### Campionati neozelandesi
- 2 medaglie:
  - 1 argento (slalom gigante nel 2016)
  - 1 bronzo (slalom gigante nel 2017)